# Vidago FC
El Vidago FC es un equipo de fútbol de Portugal que juega en el Campeonato de Portugal, la tercera categoría de fútbol en el país.

## Historia
Fue fundado el 1 de enero de 1949 en la ciudad de Vidago del distrito de Vila Real, afiliándose ese mismo año a la Asociación de Fútbol de Vila Real y está registrado ante la Federación Portuguesa de Fútbol con el número 1203. El club cuenta con sección de fútbol 7 en categorías menores.
Su primera aparición a nivel nacional se dio en la Copa de Portugal en la temporada 1999/2000 donde fue eliminado en la primera ronda 0-2 por el SC Vila Real, y participó en una temporada de la desaparecida Tercera División de Portugal en 2007/08, descendiendo ese mismo año.
Tras 13 años de ausencia el club regresa a los torneos nacional al Campeonato de Portugal en la temporada 2020/21 luego de que el GD Chaves B desapareciera.

## Palmarés
- Liga Regional de Vila Real: 1

2006/07